# 朱华塔
朱华塔座落在中国江西省赣州市兴国县埠头乡程水村横石岗上，又名横石塔。因塔建于县城西南，“西南为朱，近太华之居方”，故名“朱华”。始建于唐代，元代塔毁，明嘉靖二十九年（公元1550年）重建。1959年被列为江西省文物保护单位。

## 历史沿革
朱华塔于唐大顺年间建，元代塔毁。明嘉靖二十九年，邑人钟世清、钟文济捐资重建。清嘉庆八年修葺。1984年重修，2014年全面维修。

## 建筑特色
朱华塔系楼阁式砖塔，壁内折上式，七级八面，平面为八角形，通高25米。基座由红石条块砌成，底层平面呈八角形，直径6.05米,每边长2.3米。顶层第七层每边长1.9米，直径4.95米。塔层高度自下往上依次递减。各级均有碑刻及铭文砖。塔外壁及塔心柱共置佛像34尊（1985年时有15尊完好无损），造型逼真，形态各异，刀法流畅，为国内少见。
朱华塔的塔心柱为正方形，边长0.75米。方形塔心柱为全国少见，是该塔的主要特点。中国科学院研究员张驶寰先生到实地考察时指出：“方形塔心柱是该塔的独特处，对研究建筑史具有一定价值”。

## 图集
- 朱华塔外观
- 朱华塔外观
- 塔墙外壁上的佛像
- 塔墙外壁上的佛像
- 塔内的碑刻
- 塔内的铭文砖（砖上可有”嘉靖二十九年“字样）
- 石碑背面有关朱华塔的介绍